# Czarny Bryńsk (jezioro)
Czarny Bryńsk – jezioro w Polsce, położone w województwie kujawsko-pomorskim, w powiecie brodnickim, w gminie Górzno, na obszarze Równiny Urszulewskiej.

## Dane morfometryczne
Powierzchnia zwierciadła wody wynosi od 9,1 ha do 11,0 ha.
Zwierciadło wody położone jest na wysokości 120,5 m n.p.m.. Średnia głębokość jeziora wynosi 2,2 m, natomiast głębokość maksymalna 3,5 m.
W oparciu o badania przeprowadzone w 2004 roku wody jeziora zaliczono do II klasy czystości i III kategorii podatności na degradację.

## Hydronimia
Według urzędowego spisu opracowanego przez Komisję Nazw Miejscowości i Obiektów Fizjograficznych (KNMiOF) nazwa tego jeziora to Czarny Bryńsk. Na niektórych mapach topograficznych wymieniana jest oboczna nazwa tego jeziora Leśne.